# Tyrus Thomas
Tyrus Wayne Thomas (* 17. August 1986 in Baton Rouge, Louisiana) ist ein ehemaliger US-amerikanischer Basketballspieler, der zuletzt bei den Eisbären Bremerhaven in der Basketball-Bundesliga unter Vertrag stand. Der 2,06 m große und 98 kg schwere Spieler wurde im NBA Draft 2006 an vierter Stelle von den Portland Trail Blazers gedraftet und zusammen mit Viktor Khryapa sofort für LaMarcus Aldridge, den zweiten Pick des Drafts, zu den Chicago Bulls getradet. Zuvor spielte der Power Forward am Louisiana State College. In seinem einzigen College-Jahr erzielte er 12,3 Punkte pro Spiel, außerdem 9,3 Rebounds und 3,1 Blocks.

## Karriere
Thomas spielte dreieinhalb Jahre für die Bulls. Dabei hatte er in der Saison 2008–09 sein bestes Jahr, als er 10,8 Punkte, 1,9 Blocks und 6,5 Rebounds im Schnitt erzielte und bei 61 von 79 Spielern als Starter auf dem Feld stand. Jedoch konnte er die hochgesteckter Erwartungen nicht erfüllen und wurde am 18. Februar 2010 für Ronald Murray und Acie Law, zu den Charlotte Bobcats getradet. Im Sommer 2010 unterschrieb er einen 40 Millionen Dollar dotierten Fünfjahresvertrag in Charlotte. Nach einer guten 2010–11 Saison wurden seine Leistungen immer schwächer, so dass er für die Bobcats bis zum Sommer 2013 spielte. In der Sommerpause lösten die Bobcats den bestehenden Vertrag mit Thomas per Option auf. Für die Saison 2013–14 blieb Thomas vereinslos.
Am 15. Januar 2015 unterschrieb Thomas bei den Iowa Energy in der D-League. Wenige Tage später wurde Thomas für 10 Tage von den Memphis Grizzlies verpflichtet, danach aber nach Iowa zurückgeschickt.
Die Eisbären Bremerhaven gaben am 4. September 2015 überraschend bekannt, dass sie den ehemaligen NBA-Profi verpflichten konnten. Er geht damit in der Saison 2015/16 in der BEKO Basketball-Bundesliga auf Korbjagd. Er spielte die Saison nicht zu Ende, da bereits im Februar 2016 sich Thomas und Bremerhaven einvernehmlich trennten.